# Chopi jezik
Chopi jezik (ISO 639-3: cce; cicopi, copi, shichopi, shicopi, tschopi, txitxopi, txopi), jezik naroda Chopi iz Mozambika kojim govori 760 000 ljudi (2006) na južnoj obali Mozambika sjeverno od rijeke Limpopo i južni dio distrikta Zavala na obali dugoj 100 kilometara između between Inharrime i Chidunguela.
Ima više dijalekata među kojima copi, ndonge, lengue (lenge, kilenge), tonga, lambwe, khambani. leksički mu je blizak Gitonga ili tonga 44 %. Pripada u prave bantu jezike i centralnoj skupini u zoni S, i zajedno s jezikom tonga [toh] čini podskupinu chopi (S.60).

## Vanjske poveznice
- Ethnologue (14th)
- Ethnologue (15th)